# كوينتون بورتر
كوينتون بورتر (بالإنجليزية: Quinton Porter)‏ هو لاعب كرة قدم أمريكية أمريكي، ولد في 28 ديسمبر 1982 في بورتلاند في الولايات المتحدة.